# Dolores Donlon
Dolores Donlon (nacida Patricia Vaniver, el 19 de septiembre de 1920, en Filadelfia, Pensilvania - fallecida el 30 de noviembre de 2012) fue una modelo y actriz estadounidense.
Empezó a trabajar como modelo a mediados de la década de los 40 bajo el nombre de Pat Van Iver y a actuar en 1948 con papeles no acreditados en películas como Dough Girls y Easter Parade. En 1954 realizó trabajos interpretativos acreditados en películas como The Long Wait y Security Risk, y apareció en series de televisión. Sus créditos televisivos incluyen papeles en The Texan, Richard Diamond, Private Detective, Perry Mason, The Jack Benny Program y Yo Amo a Lucy.
En 1957 Donlon fue elegida Playmate del mes de agosto para la revista Playboy.

## Vida personal
Donlon estuvo casada con el agente de talentos de Hollywood Victor Orsatti desde 1949 hasta 1960. (Otra fuente dice que estuvieron casados nueve años; otra dice que "se casaron en 1952").
Donlon protagonizó la película de 1961 del director italiano Franco Rossi Odissea nuda, y se retiró de la interpretación al año siguiente de casarse con el violinista de la Filarmónica de Nueva York Robert de Pasquale.